# Teluk Tuasan
Teluk Tuasan is een bestuurslaag in het regentschap Indragiri Hilir van de provincie Riau, Indonesië. Teluk Tuasan telt 1233 inwoners (volkstelling 2010).